# Chloridium pachytrachelum
Chloridium pachytrachelum är en svampart som beskrevs av W. Gams & Hol.-Jech. 1976. Chloridium pachytrachelum ingår i släktet Chloridium och familjen Chaetosphaeriaceae.   Inga underarter finns listade i Catalogue of Life.